# شاپرک نهفته
شاپرک نهفته (Caryocolum crypticum) گونه ای شاپرک است که در تیره دوروزنه‌ای‌های گلچیدا قرار دارد. این شاپرک در محدوده کشورهای سوئیس، یونان و ایتالیا زندگی می‌کند. این شاپرک در زمره جانوران کشف شده در سال ۲۰۱۴ است.